# گوردون بوکر
گوردون بوکر، (به انگلیسی: Gordon Bowker) کارآفرین، نویسنده و مدیر ارشد اجرایی آمریکایی است، که در سال ۱۹۷۱ با مشارکت زو سیگل و جری بالدوین شرکت استارباکس را تأسیس نمود. استارباکس هم‌اکنون با در اختیار داشتن شبکه گسترده‌ای از ۲۰٫۷۳۷ شعبه در کشورهای مختلف، بزرگ‌ترین کافی‌شاپ زنجیره‌ای در جهان محسوب می‌شود.